# Cultura lambayeque
```
   [[Categoria:Estados extintos da América do Sul|Cultura Lambayeque, 
700
]]
```

A cultura Lambayeque ou Sicán foi uma uma cultura pré-incaica que surgiu entre os séculos VIII e XIV no território costeiro que corresponde ao atual departamento de Lambayeque, alcançando seu apogeu entre os séculos X e XI. Esta cultura se desenvolveu após o declínio da Cultura Moche, assimilando muito de seu conhecimento e de suas tradições culturais.
Em seu desenvolvimento ocorreram três fases ou etapas:
- Fase Inicial  (700 - 900).
- Fase Intermediária  (900 - 1100).
- Fase Tardia  (1100 - 1375).

Os Lambayeques se destacaram na arquitetura e se tornaram grandes navegadores. Se os Moches impressionavam com a beleza das suas jóias e engenharia hidráulica, os lambayeques surpreenderam ainda mais com a qualidade de suas ligas, os seus acabamentos e sistemas de irrigação enormes. Embora não tenham atingido o tamanho do Estado Moche, nem sua complexidade política, não há dúvida de que nessas artes eles foram seus discípulos favoritos.

## Espaço e tempo

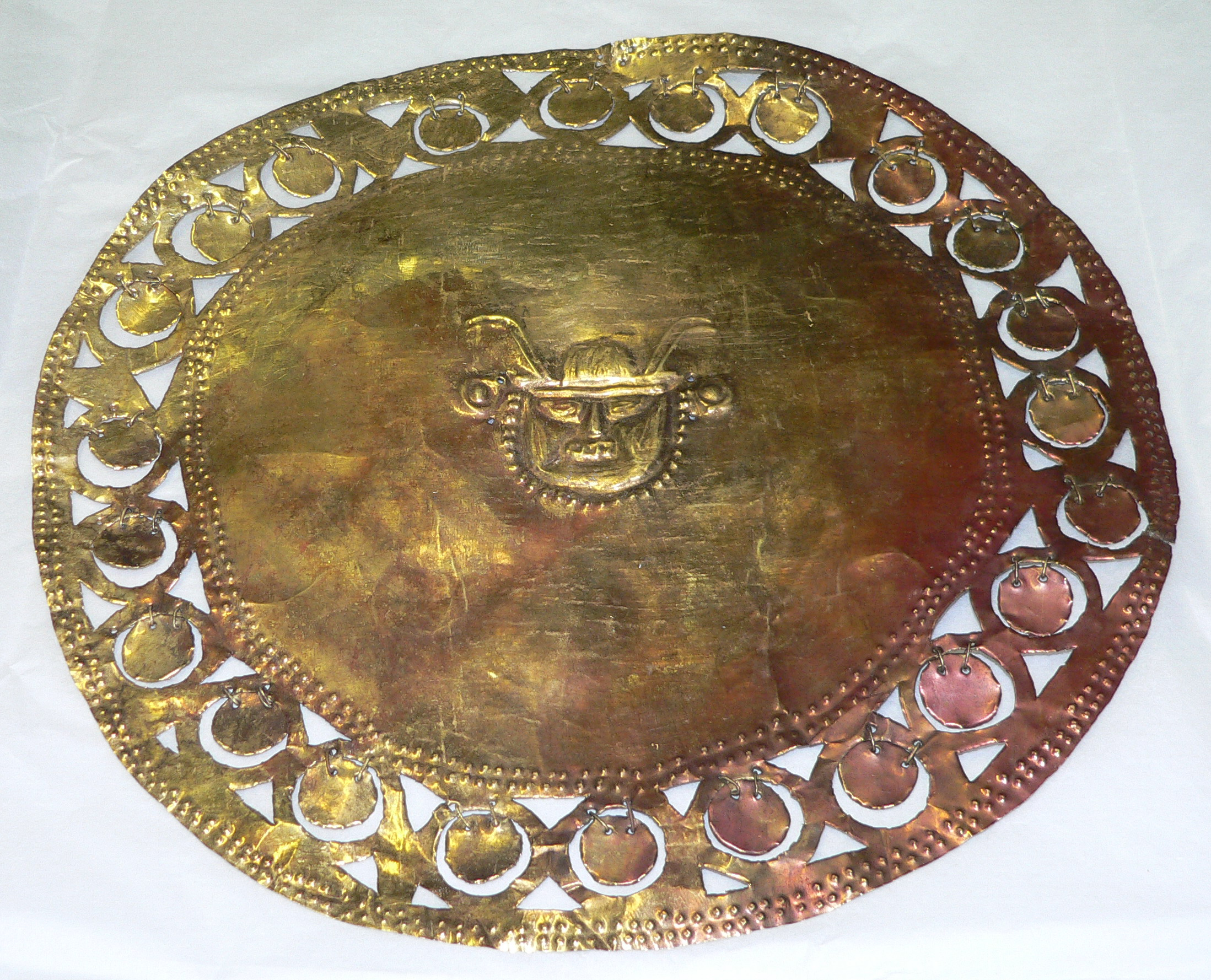
Enfeite discoidal dourado, laminado e o céu decorado com lantejoulas.

A cultura Lambayeque ou Sicán teve seu núcleo de desenvolvimento entre os vales de Motupe ao norte e Jequetepeque ao Sul. Apesar de seu centro cultural abarcar principalmente o atual Departamento de Lambayeque, sua influência se espalhou, sendo encontrado vestígios dessa cultura em Sullana (Piura) ao norte, até Trujillo (La Libertad) ao sul .
A Cultura Lambayeque nasceu das cinzas da Cultura Moche, quando esta entrou em declínio, possivelmente por um fenômeno meteorológico devastador decorrido do El Niño. Foi por essa razão que o herdeiro privilegiado dessa grande cultura costeira. Mas, nessa herança, receberia uma série de novas influências.
De fato, tendo nascido quando a Cultura Huari  estava em plena expansão e a de Tiahuanaco gozava de enorme fama, Lambayeque acrescentou à sua herança moche os tesouros culturais destas duas civilizações comtemporâneas. Devido à sua localização geográfica, também recebeu influência cultural da Cultura Cajamarca. Uma quarta influência veio da Chimú. Embora Lambayeque fosse um pouco mais velha, ambas descendiam da Cultura Moche, Lambayeque emergiu no norte, enquanto Chimú, no sul. Quase todo o desenvolvimento de Lambayeque ocorreu em paralelo com o de Chimú, havendo uma influência recíproca entre as duas culturas.

## Etapas da história
O arqueólogo nipo-americano Izumi Shimada, que estudou essa cultura por vários anos, dividiu a história de Lambayeque (ou Sicán como prefere chamá-la) em três etapas:

### Sicán Inicial (750-900)
É uma fase pouco conhecida porque os objetos arqueológicos (cerâmica, têxteis, arquitectura) são escassos. Está associado à fase final da Cultura Moche e à influência da Cultura Huari. Essas evidências indicam que a Cultura Lambayeque ainda estava em formação e muito suscetível a influências externas.

### Sicán Médio (900-1100)
Nesta fase, o território lambayeque foi unificado e adquiriu uma identidade cultural própria. Uma capital foi estabelecida no complexo Batán Grande, liderada por reis-sacerdotes (teocracia) que espalharam o culto ao deus Sicán (Lua). A lenda de Naylamp explicaria este estágio. É um período de apogeo, a partir do qual os enterros suntuosos de pessoas ricas que foram revelados por arqueólogos, incluindo o túmulo de Senhor de Sican (encontrado na Huaca del Oro). Nessa época o comércio se desenvolve e se constrói o sistema de irrigação que ligava os vales lambayecanos.

### Sicán Tardio (1100-1375)
É o estágio final de decadência. Batán Grande sofreu um grande incêndio que coincidiu com um período de seca. Os aldeões, cansados de pagar impostos para os  Reis-sacerdotes, mudaram-se para a cidade de Tucume, negando a adoração ao deus Naylamp. Finalmente, foram conquistados pelo rei Chimu (Chimú Cápac), que transformou Lambayeque em uma província de seu reino (1375) . A parte final da lenda de Naylamp tentaria explicar este último estágio.

## Aspecto social
Lambayeque tinha uma rígida estratificação social.
- No topo de sua pirâmide social estava a elite, formada pelo rei e sua família.
- Depois, havia o corpo de administradores, responsáveis pelo monitoramento da ordem econômica.
- Seguiram-se os artesãos e especialistas, que produziam artigos de luxo para a elite e também para exportação.
- Finalmente, havia os agricultores e as pessoas comuns, que trabalhavam para manter todas as classes anteriores.

## Aspecto econômico
A economia era baseada na agricultura intensiva e irrigada.
Lambayeque herdou parte dos sistemas de irrigação construídos pelos Moche; mas suas obras foram mais colossais porque os espaços que conseguiram irrigar eram muito maiores. Foram eles que projetaram quase toda a rede de canais, distribuidores e reservatórios, que interligam os vales de Reque, Lambayeque e Sechura e Saña. Destacam-se os canais conhecidos como Taymi Antiguo, Collique e Raca Rumi.
O resultado foi uma próspera agricultura, com safras de pimenta, feijão, batata-doce, abóbora, cabaça, milho e algodão. Isso transformou a costa norte do Peru na área mais rica e produtiva do Peru antigo.
Articular tantos vales e estar em uma zona estratégica (com fácil comunicação a diferentes regiões), permitiu-lhes também se destacar no comércio.

## Aspecto religioso
A partir desta cultura foi preservado oralmente o mito ou lenda de Naylamp, um personagem que veio de terras distantes através do mar para fundar Lambayeque. Este mito ainda era ouvido na chegada dos espanhois, e foi pego pelo cronista Miguel Cabello Valboa.
A principal divindade dos Lambayeques era o próprio Naylamp, um homem alado, representado em facas cerimoniais (Tumi), em máscaras fúnebres e em outras obras de ourivesaria, bem como em cerâmica.